# Massacro di Aigues-Mortes
Il massacro di Aigues-Mortes è una serie di avvenimenti  svoltisi tra il 16 e il 17 agosto 1893 ad Aigues-Mortes, nell'attuale regione francese Occitania, che videro il massacro di diversi immigrati italiani - in prevalenza piemontesi - che lavoravano nelle locali saline.

## I fatti

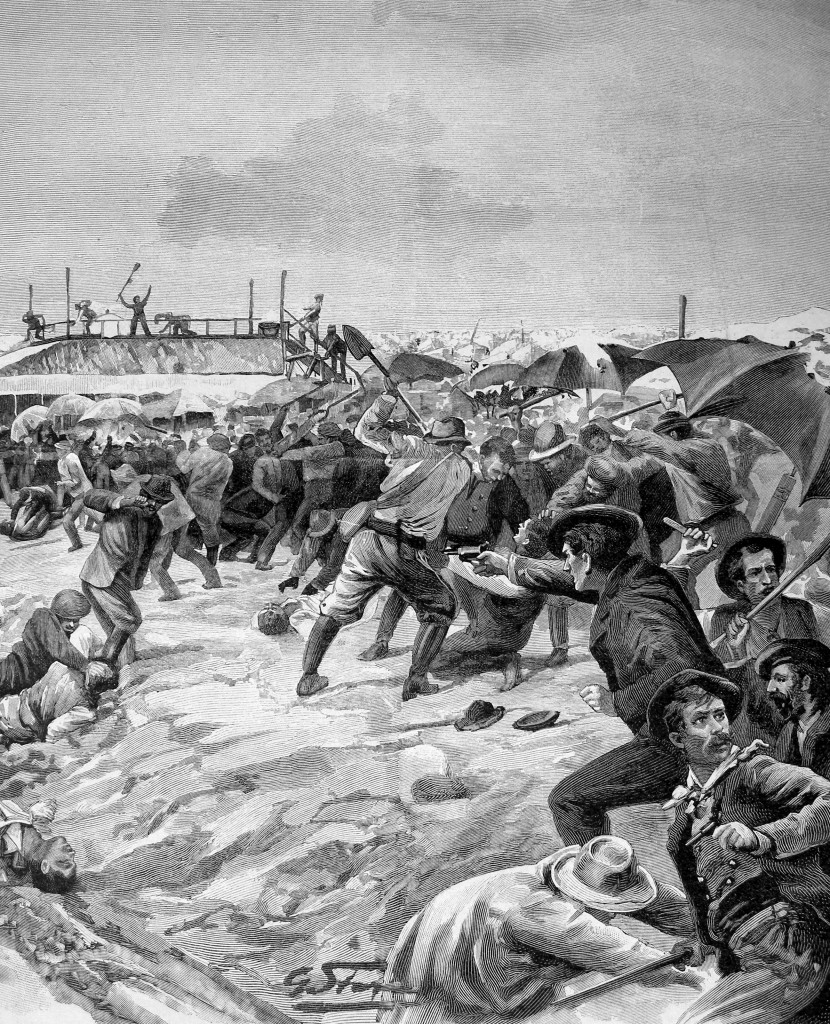
L'attacco ai lavoratori italiani, G. Stern, 1893.

Nell'estate del 1893 la Compagnie des Salins du Midi cominciò ad assumere lavoratori per la raccolta stagionale del sale dalle vasche di evaporazione delle saline. Con la disoccupazione in aumento a causa della crisi economica europea, la prospettiva di trovare lavoro stagionale attirò più persone del solito. Gli stagionali furono suddivisi in tre categorie: gli ardéchois (contadini, provenienti in molti casi, anche se non sempre, dal dipartimento rurale dell'Ardèche, che lasciavano i campi stagionalmente), i piémontais (italiani, provenienti da tutta l'Italia settentrionale e reclutati sul posto da caporali) e i trimards (lavoratori occasionali, vagabondi).
A causa delle politiche di reclutamento della Compagnie des Salins du Midi, i caporali erano costretti a formare squadre miste composte sia da francesi che da italiani. La mattina del 16 agosto una rissa tra lavoratori delle due comunità degenerò rapidamente in una questione d'onore. Nonostante l'intervento di un giudice di pace e della Gendarmerie nationale, la situazione peggiorò rapidamente. 
Alcuni trimards raggiunsero la città di Aigues-Mortes e diffusero la falsa notizia che gli italiani avevano ucciso alcuni concittadini; la popolazione ed i lavoratori locali rimasti disoccupati andarono quindi ad ingrossare le file dei lavoratori francesi inferociti. Un gruppo di italiani in città fu attaccato e si rifugiò in una panetteria, cui i francesi tentarono di dar fuoco. Il prefetto richiese l'invio di truppe intorno alle 4 del mattino del 17 agosto, ma queste giunsero in città solo alle 18, quando la strage si era già consumata. 
Al mattino la situazione degenerò. I rivoltosi si diressero alle saline Peccais, dove era concentrato il maggior numero di lavoratori italiani. Il capitano della Gendarmeria Cabley cercò di proteggere gli operai, promettendo ai rivoltosi che sarebbero stati cacciati una volta che fossero stati accompagnati alla stazione ferroviaria di Aigues-Mortes. Proprio durante il trasferimento alla stazione, però, gli italiani furono attaccati dai rivoltosi, che i gendarmi non riuscirono a contenere, venendo linciati, bastonati, affogati o colpiti da armi da fuoco.
Secondo gli storici, la strage fu causata dalla diffusione di una notizia falsa, nel quadro di un'ostilità crescente nei confronti degli immigrati (in queste zone soprattutto italiani), in un momento di crisi economica europea.

## Conseguenze

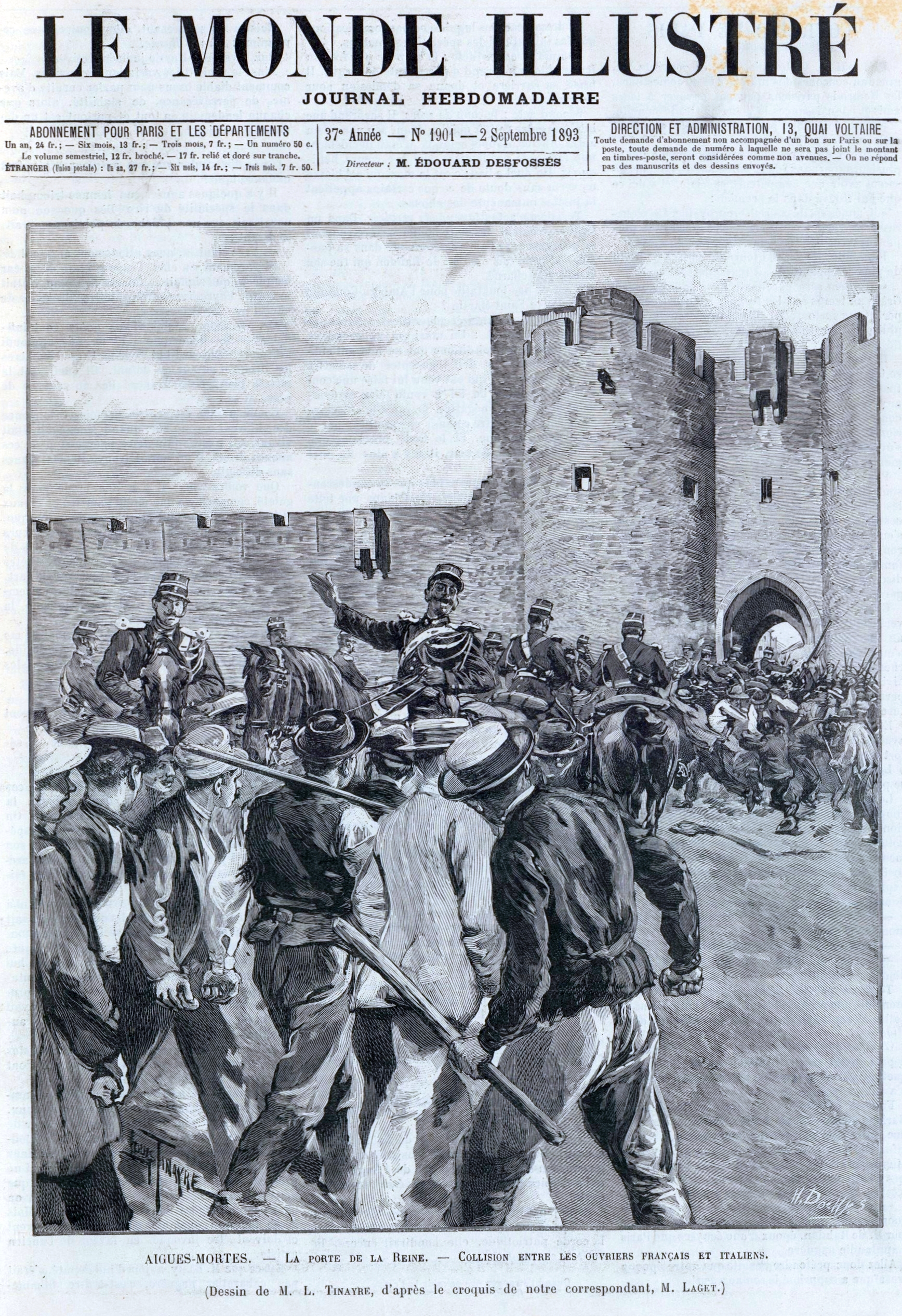
L'arrivo delle truppe, 18 ore dopo la strage.

Quando la notizia del massacro arrivò in Italia, scoppiarono rivolte anti-francesi in molte città. Le testimonianze degli italiani feriti così come i lanci d'agenzia di notizie inesatte, quando non additittura false (girarono voci di centinaia di morti, bambini impalati e portati in giro come trofei, ecc.) fecero montare un'ondata di indignazione. A Genova e Napoli, alcuni tram di proprietà di una società francese furono incendiati. A Roma le finestre dell'ambasciata di Francia furono oggetto di lanci di oggetti e per un po' le proteste della folla inferocita sembrarono sul punto di sfociare in aperta rivolta.
La vicenda diventò una questione diplomatica e la stampa estera si schierò dalla parte degli emigranti italiani mentre quella francese si schierava in difesa del lavoro nazionale. Fu trovata una soluzione diplomatica ed entrambe le parti furono indennizzate: i lavoratori italiani da un lato e lo stato francese per i disordini a Palazzo Farnese, sede dell'ambasciata. Il sindaco di Aigues-Mortes, Marius Terras, dovette rassegnare le dimissioni.

## Le vittime
Non è noto il numero esatto delle vittime. Secondo le autorità francesi, i morti furono otto, tutti italiani. Furono in effetti identificati otto cadaveri: Carlo Tasso di Alessandria, Vittorio Caffaro di Pinerolo, Bartolomeo Calori di Torino, Giuseppe Merlo di Centallo, Rolando Lorenzo di Altare, Paolo Zanetti di Nese, Amaddio Caponi di San Miniato e Giovanni Bonetto di Frassino. Il corpo di una nona vittima, Secondo Torchio di Tigliole, non fu mai trovato. Altri 17 italiani erano feriti troppo gravemente per essere evacuati in treno e rimasero in Francia. Uno di loro morì di tetano dopo un mese.
Il quotidiano parigino Le Temps, in un articolo datato 18 agosto, riferì che c'erano una decina di corpi in ospedale, mentre altri dovevano essere stati annegati ed altri ancora erano morti in seguito alle ferite. Il New York Times, nella cronaca del processo ai capipopolo, riferì che "dieci uomini sono stati uccisi e ventisei feriti", rettificando quanto detto in precedenza, ovvero che 45 cadaveri erano stati raccolti mentre altri giacevano dispersi nelle paludi. Il Graphic di Londra, una settimana dopo i fatti, riferiva che 28 italiani erano stati feriti e che sei di questi e un francese erano deceduti in seguito alle ferite. Il Penny Illustrated Paper affermava che molti francesi erano stati feriti, dei quali due mortalmente, mentre tra gli italiani i morti erano una ventina.
Il sito dell'ufficio turistico di Aigues-Mortes, in una pagina sulla strage, riporta che i dati reali sono di 17 morti e 150 feriti. Altre stime forniscono cifre decisamente più alte: Giovanni Gozzini in Le Migrazioni di Ieri e di Oggi stima in 400 i feriti.

## Il processo
Subito dopo i fatti, il pubblico ministero di Nîmes si mise al lavoro per rintracciare testimoni. Ne interrogò 70, tra cui 17 italiani, ed indagò su 41 persone. Le indagini portarono a 17 rinvii a giudizio; di questi imputati, solo otto avevano precedenti penali. Su richiesta del pubblico ministero, la corte di cassazione francese decise di tenere il dibattimento ad Angoulême. Tra gli imputati c'era un lavoratore italiano, Giordano, difeso da M. Guillibert, un avvocato di Aix-en-Provence.
L'inizio del processo era fissato per l'11 dicembre 1893, ma, a causa della complessità del caso, non iniziò ufficialmente fino al 27 dicembre. Con l'avanzare del processo, emerse chiaramente che non ci sarebbero state condanne. Il New York Times riferì che la realtà dei fatti era estremamente dubbia a causa di testimonianze false fornite da entrambe le parti. Era evidente che una giuria francese non avrebbe condannato dei cittadini francesi. Il 30 dicembre la giuria assolse tutti gli imputati. Questi si alzarono per ringraziare e il pubblico in aula li acclamò tra gli applausi.

## Reazioni alla sentenza
The Graphic di Londra commentò così la sentenza: "Sulla colpevolezza di ognuno di loro, sia francesi che italiani, non c'era alcun dubbio e nessuno fu stupito dal verdetto più dei rivoltosi stessi. Ma poiché la maggior parte delle vittime della rivolta dello scorso agosto erano italiani, la giuria ha ritenuto di dover mostrare il proprio patriottismo, dichiarando in pratica che per un operaio francese uccidere un concorrente italiano non è un reato".
La stampa italiana fu unanime. Il corrispondente da Parigi Jacopo Caponi dichiarò che dopo questa sentenza politica la Francia non poteva più contare sull'Italia come nazione amica. L'Opinione e L'Italia del Popolo attaccarono duramente la sentenza come scandalosa ed ingiusta, ma osservarono anche che il governo francese non poteva essere ritenuto responsabile della decisione di una giuria popolare. Il Messaggero lodò i giornalisti francesi che con tanta onestà e buon senso avevano aspramente criticato il verdetto. Quando il Presidente del Consiglio dei ministri in carica, Francesco Crispi, seppe che la giuria aveva assolto gli imputati, esclamò "le giurie sono simili in tutti i paesi!".